# René Enríquez
Pour les articles homonymes, voir Enríquez.
René Enríquez est un acteur américain né le 24 novembre 1933 à Granada (Nicaragua) et mort le 23 mars 1990 à Tarzana (Californie).

## Filmographie
- 1971 : Bananas : Diaz
- 1972 : Santiago's Ark (TV) : Santiago's Father
- 1973 : Serpico : Cervantes teacher
- 1974 : Nicky's World (TV) : Mr. Torres
- 1974 : Harry et Tonto (Harry and Tonto) : Jesus
- 1975 : Santiago's America (TV) : Santiago's Father
- 1975 : La Fugue (Night Moves) : Voice
- 1975 : Katherine (TV) : Vega
- 1975 : Foster and Laurie (TV) : Mr. Rosario
- 1976 : Blood Bath
- 1976 : High Risk (TV) : Ambassador Henriques
- 1976 : L'Appel de la forêt (Call of the Wild) (TV) : Cook
- 1977 : Rosetti and Ryan: Men Who Love Women (TV) : Ortiz
- 1977 : Panic in Echo Park (TV) : Mr. Luchero
- 1977 : It Happened at Lakewood Manor (TV) : Luis
- 1978 : The Lazarus Syndrome (TV) : Mr. Dominguez
- 1978 : Colorado ("Centennial") (feuilleton TV) : Manolo Marquez (chapitre 12)
- 1980 : Maratthon (TV) : Manuel
- 1980 : Gridlock (TV) : Mayor Julio Escontrerez
- 1980 : The Return of Frank Cannon (TV) : Salvador Cruz
- 1981 : Capitaine Furillo (Série TV) : Lt. Ray Calletano
- 1983 : Under Fire : President Anastasio Somoza
- 1983 : Choices of the Heart (TV) : Archbishop Romero
- 1984 : L'Enfer de la violence (The Evil That Men Do) : Max Ortiz, Holland's contact in Nicaragua
- 1985 : Hostage Flight (TV) : Hector
- 1986 : Dream West (feuilleton TV) : Gen. Castro
- 1987 : Perry Mason: The Case of the Scandalous Scoundrel (TV) : Oscar Ortega
- 1988 : À l'épreuve des balles (Bulletproof) de Steve Carver : General Brogado
- 1989 : Full Exposure: The Sex Tapes Scandal (TV) : Ramirez